# Schotse Laaglanden

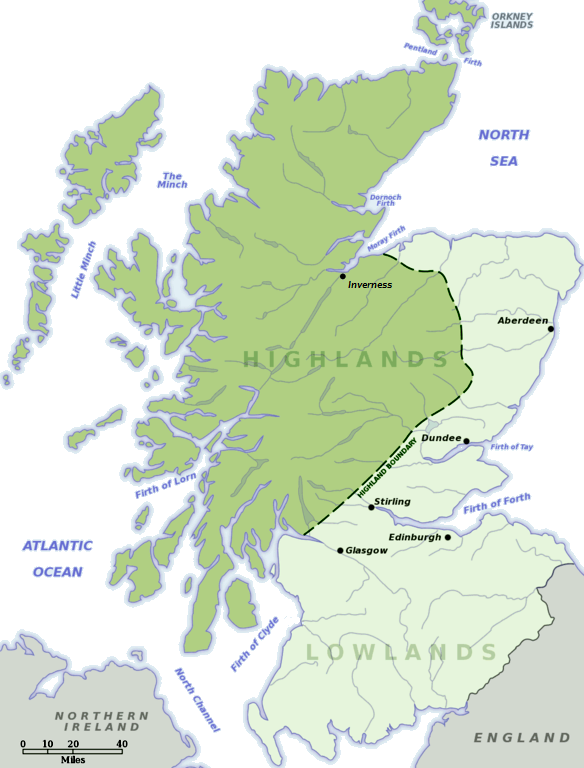
De Highlands en de Lowlands.

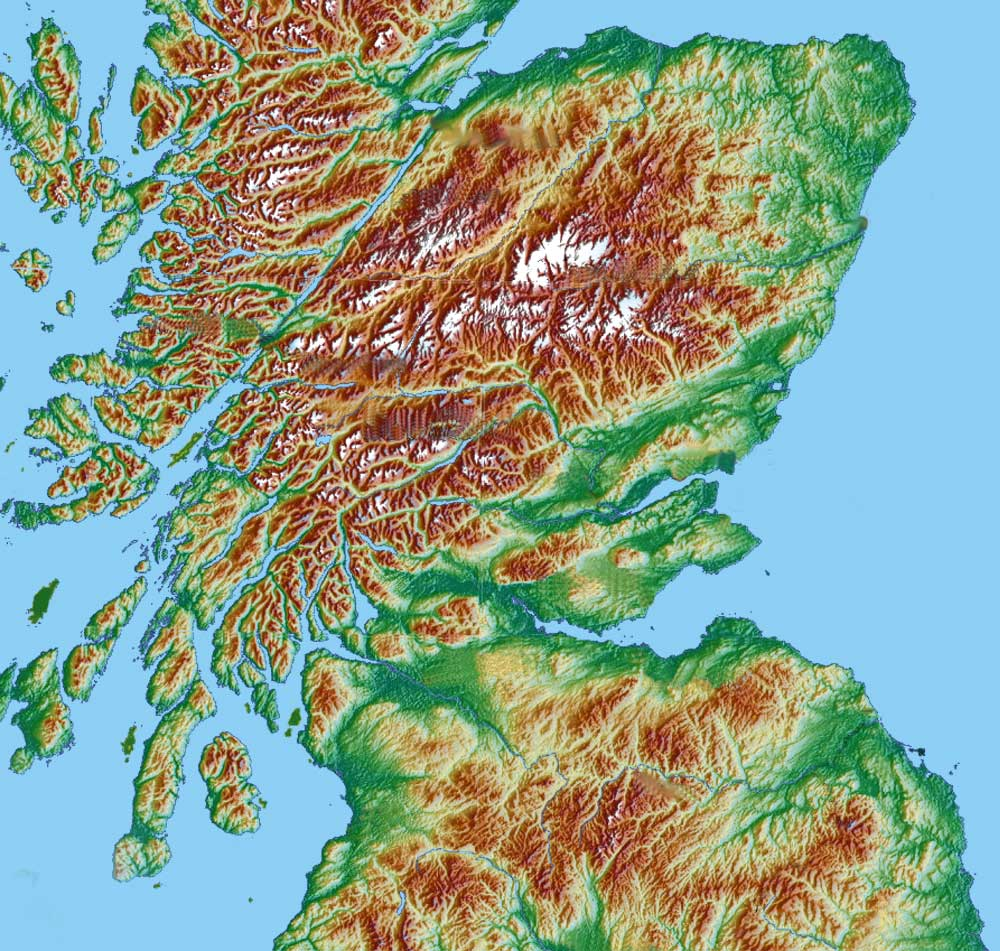
Hoogtekaart van Schotland.

De Lowlands zijn de Schotse Laaglanden in het zuiden van Schotland. De naam in het Laagland-Schots is Lawlands. De naam in het Schots-Gaelisch (in de Schotse Hooglanden) is a' Ghalldachd, wat "plaats van de vreemdeling" betekent.

## Geologie
De Schotse Laaglanden vormen geen bestuurlijke eenheid, maar zijn als een aaneengesloten laagland te onderscheiden van het Hoogland. Het is een onregelmatig verzakkingsgebied dat wordt doorsneden door heuvelruggen, zoals de Ochill Hills en de Pentland Hills. Het is het stroomgebied van de rivieren Clyde en Forth. De aarde is vruchtbaar en de grond is rijk aan mineralen zoals steenkool, ijzer, lood en zilver.
Als grens met de Highlands wordt soms een lijn van Stonehaven naar Helensburgh genomen, maar een uitgestrekt gebied met weinig reliëf ten noorden van Stonehaven wordt zowel geologisch als cultureel en historisch ook tot de lage landen gerekend. In geologische termen ligt de grens op de Highland Boundary Fault, een grensbreuk. De Central Lowlands of Midland Valley ligt tussen deze breuklijn en de Southern Uplands Fault. Ten zuiden daarvan liggen de Southern Uplands, met bergtoppen 840 meter hoog.

## Cultuur
Koning Robert the Bruce kon in het begin van de 14e eeuw de Hooglanden en Laaglanden onder een gezamenlijk bestuur verenigen. Hij bracht de gemeenschappelijke vijand de Engelsen in 1314 een beslissende nederlaag toe in de Slag bij Bannockburn. Verschillen tussen de bevolkingsgroepen zijn echter nooit verdwenen. Het Gaelisch van de Hooglanders is een Keltische taal, terwijl het Schots van de Laaglanders een Angelsaksische oorsprong heeft en veel meer op het Engels lijkt.
Traditionele graafschappen langs de grens met de Highlands zijn Angus, Dunbartonshire, Stirlingshire, Perthshire, Kincardineshire, Banffshire en Moray.
Ongeveer 80% van de Schotten woont in de Midland Valley. Alle grote steden, Glasgow, Edinburgh, Dundee en Aberdeen, liggen in het Schotse laagland. Officieuze maar veelgebruikte aanduidingen voor de dichtbevolkte driehoek tussen Greenock, Glasgow en Edinburgh zijn de Central Belt of Lowland Triangle.